# Chercheurs d'or
Pour les articles homonymes, voir Chercheurs d'or (homonymie) et Go West.
Pour plus de détails, voir Fiche technique et Distribution.
Chercheurs d'or (Go West) est un film américain réalisé par Edward Buzzell, interprété par les Marx Brothers, sorti en 1940.

## Synopsis
S. Quentin Quale (Groucho), un escroc plein d'aplomb, est en route vers le Far West où il compte bien faire fortune. Dans le hall de la gare de départ, il fait la rencontre des deux frères Panello (Harpo et Chico) qui s'avèrent encore moins honnêtes que lui puisqu'ils parviennent à le délester de tout son argent, ce qui leur permet eux aussi de se rendre sur ces terres pleines de promesses de fortune. Une fois arrivés sur place, ils sympathisent avec le vieux Dan Wilson à qui ils prêtent un peu d'argent : en gage, celui-ci leur donne l'acte de propriété d'une terre qui ne vaut apparemment pas grand-chose. Or, le vieux Wilson ne sait pas que le chemin de fer passera bientôt par ce terrain, ce qui décuple sa valeur aux yeux de la compagnie ferroviaire.

## Analyse
Dans Chercheurs d'Or le scénario est simple mais charpenté, les Marx ont un but auquel ils se tiennent. La fantaisie s'exprime à travers quelques scènes visuelles et des plaisanteries qui font mouche. Dans cette seconde partie de leur filmographie, les frères se sont assagis : leur énergie dévastatrice des débuts est canalisée.
Dans la scène d'ouverture, Groucho se fait plumer par les deux autres, la scène de la diligence où trous et bosses dans la route sèment un désordre à bord, le dialogue surréaliste entre Harpo et un chef indien, la poursuite finale en train où tout est bon pour alimenter la chaudière et à l'issue de laquelle les wagons sont complètement désossés ou encore quelques anachronismes (Chico propose à Groucho de téléphoner, ce à quoi ce dernier répond qu'en 1870, le téléphone n'a pas encore été inventé.)
Ce film présente une scène musicale où Groucho chante en s'accompagnant à la guitare secondé par Harpo à l'harmonica. En comparaison avec les films débridés des débuts des Marx Brothers, les scènes musicales de Chercheurs d'Or sont plus intégrées dans le propos et le rythme du film en est moins affecté.

## Fiche technique
- Titre original : Go West
- Réalisation : Edward Buzzell
- Scénario : Irving Brecher
- Photographie : Leonard Smith
- Production : Jack Cummings
- Société de production : Metro-Goldwyn-Mayer
- Genre : Comédie musicale, western
- Durée : 80 minutes
- Date de sortie : 6 décembre 1940

## Distribution
- Groucho Marx : S. Quentin Quale
- Chico Marx : Joe Panello
- Harpo Marx : ’Rusty’ Panello
- John Carroll : Terry Turner
- Diana Lewis : Eve Wilson
- Walter Woolf King : Beecher
- Robert Barrat : ’Red’ Baxter
- June MacCloy : Lulubelle
- George Lessey : Président du chemin de fer

Et, parmi les acteurs non crédités :
- Frederick Burton : Johnson
- Tully Marshall : Dan Wilson
- Joan Woodbury : Melody